# Jon Juaristi Linacero
Jon Juaristi Linacero (Bilbao, 6 de març de 1951) és un poeta, novel·lista i assagista en basc i castellà.

## Biografia
Nascut a Bilbao, fill d'un empresari de classe mitjana, és el més gran de set germans d'una família nacionalista basca. Va estudiar en el col·legi San Nicolás de Bilbao on es va crear la primera ikastola en la dècada de 1950 i, després del canvi de residència per motius de treball del seu pare, va estudiar en el primer col·legi de l'Opus Dei a Leioa (Biscaia). Als 11 anys comença a estudiar basc per iniciativa pròpia, ja que a casa seva no es parlava i amb 13 anys se separa de la seva família i comença a viure amb els seus avis paterns. Als 16 anys s'incorpora a ETA per influència del seu cosí, que formava part d'un comando d'ajuda als alliberats de l'organització i després de llegir el llibreVasconia: análisis dialéctico de una nacionalidad, de Federico Krutwig.
Durant la seva adolescència va militar en ETA, on la seva acció més destacada va ser posar en contacte ETA amb els cercles carlins enfrontats al règim de Franco a causa de l'expulsió del pretendent Carles Hug de Borbó i Parma. Ja en la Universitat, es va integrar en una escissió obrerista (no nacionalista) i minoritària d'ETA ETA VI Assemblea, que el 1973 es fusionaria amb la trotskista LCR. Fitxat per la policia, abandona la seva ciutat natal per a estudiar Filologia Romànica a Sevilla, i posteriorment es doctorà a la Universitat de Deusto. De Deusto en fou expulsat el 1972 "per agitador" però fou readmès a l'any següent. En aquesta època va passar alguns períodes en la presó per "fets lleus", i va ser condemnat pel Tribunal d'Ordre Públic.
El 1974 abandona la LCR i la militància d'extrema esquerra, renunciant gairebé per complet l'activitat política. Comença la seva activitat professional primer com a professor d'ikastola i posteriorment, el 1977, com a professor d'institut. Ja el 1980, i des de posicions alienes al nacionalisme de la seva adolescència, es va afiliar al Partit Comunista d'Espanya (PCE) en el moment que estava en ple procés d'unificació amb Euskadiko Ezkerra, cosa que donaria lloc a un nou grup socialdemòcrata que rebutjava activament la violència. El va abandonar el 1986, decebut en no pactar EE amb els socialistes després de les eleccions al Parlament Basc de 1986. El 1987 va ingressar en el Partit Socialista Obrer Espanyol, segons les seves pròpies paraules, per "imperatius ètics", afirmant a les seves memòries que el fet concret que el va dur a afiliar-se fou un gest testimonial a causa de l'atemptat d'un grupuscle abertzale, el comando Mendeku, contra la Casa del Pueblo del PSOE de Portugalete, en la qual van morir cremats dos militants socialistes.

## Evolució política
Juaristi ha explicat sovint la seva evolució política com un procés paral·lel al d'altres components de la seva generació:
| « | "La meva evolució la vaig pronosticar en el seu moment i és similar a la de molts altres de la meva generació. Gent que va ser nacionalista per la seva tradició familiar, que va estar a ETA en els anys 60, en els 70 en l'extrema esquerra, en els 80 va ser socialdemòcrata i, després, vam derivar a un liberalisme convencional. Sóc una persona conservadora, però no d'extrema dreta, i no tornaré a militar en cap altre partit polític. Ja n'estic immunitzat". | » |

La seva ferma presa de postura enfront del terrorisme i el suport a les víctimes d'ETA el va dur a implicar-se en la formació del Fòrum Ermua el 1997, creat arran del segrest i posterior assassinat del regidor del Partit Popular a Ermua Miguel Ángel Blanco. Segons ell mateix recorda, des d'aquesta època no li quedava "ni una gota de progressisme en el cos". En l'última dècada s'ha autodefinit en diferents entrevistes a mitjans de comunicació com un "nacionalista espanyol". Des de finals dels vuitanta i degut tant a les seves dures crítiques al terrorisme d'ETA com al seu suport al moviment ¡Basta Ya! i el Fòrum Ermua viu amenaçat per aquesta organització armada. A la fi de 1999, després de l'anunci d'ETA que donava per finalitzat la treva, i advertit de la serietat de les amenaces en contra seva, va decidir deixar el seu lloc en la Universitat i abandonar definitivament el País Basc.
Actualment la seva veu crítica contra l'etnicisme i la invenció i manipulació de mites, en particular pel nacionalisme basc, que fa créixer a través de nombrosos articles de premsa i d'importants assaigs sobre els discursos identitaris, molt ben acollits pels historiadors. Els seus detractors l'acusen de volubilitat i de fragilitat en els seus compromisos, o de suposades errades en els seus relats històrics mentre que els seus defensors solen lloar la seva erudició, el seu compromís moral i el seu rigor intel·lectual.
Manifesta parlar sis idiomes i llegir-ne alguns més. En els darrers anys, convertit al judaisme, dedica una part dels seus articles a la crítica de la judeofòbia (en la qual inclou l'anomenat antisionisme) i a la defensa del dret a l'existència de l'Estat d'Israel. Posseeix la Medalla de l'Orde del Mèrit Constitucional i la Comanda de l'Orde d'Alfons X el Savi. Actualment resideix a Alcobendas, Madrid.
Des del 22 de març de 2006 forma part del Patronat d'Honor de la Fundació per a la Defensa de la Nació Espanyola, que té per objecte la pretensió de recuperar i impulsar des de la societat civil el coneixement i la reivindicació de la Nació espanyola.

## Trajectòria acadèmica
Juaristi va ocupar la càtedra de Filologia Espanyola en la Universitat del País Basc, la Rei Juan Carlos I a la Universitat de Nova York, i ha estat professor titular de la Càtedra de Pensament Contemporani de la Fundació Cañada Blanch a la Universitat de València. També ha treballat com docent i investigador a Austin (Estats Units) i en el Col·legi de Mèxic. Va dirigir la Biblioteca Nacional d'Espanya (2001-2004), càrrec que va abandonar per a dirigir l'Institut Cervantes fins al seu relleu, després del triomf socialista del 14 de març de 2004. Actualment resideix a Madrid.

## Poesia
La seva lírica està influïda per l'obra del poeta basc i amic seu Gabriel Aresti i la dels escriptors bascs en castellà Miguel de Unamuno i Blas de Otero, així com per la ironia del poeta i assagista estatunidenc Wystan H. Auden. Conrea un deliberat prosaisme culturalista dintre de l'anomenada poesia de l'experiència o Nova sentimentalitat, corrent en la qual figura com un dels seus membres més individualistes. Evoca amb freqüència l'època del Bilbao de la seva infància i joventut, i el to dels seus poemes resulta desencantat, amarg, urbà i intel·ligent. Formalment, recorre a la intertextualitat, la ironia, el prosaisme d'un lèxic quotidianíssim i els jocs de paraules (paronomasia, calambur). Alterna l'estrofisme clàssic amb el vers blanc o lliure, buscant sempre una enunciació trencada i conversacional.
- Diario de un poeta recién cansado (1986).
- Suma de varia intención (1987).
- Arte de marear (1988).
- Los paisajes domésticos (1992).
- Mediodía (1993).
- Tiempo desapacible (1996).
- Poesía reunida (1986-1999) (2001).
- Prosas en verso (2002).

## Assaig
En els seus assaigs és tema habitual l'anàlisi, des d'una perspectiva psicològica i sociològica inspirada en Karl Gustav Jung i Leon Poliakov, de l'arrel històrica i mítica dels nacionalismes europeus, i particularment del nacionalisme basc. Són freqüents en aquests textos les incursions filològiques, així com les referències i anècdotes sobre autors, temes i obres de l'ocultisme que sol citar amb distanciament i ironia.
- Euskararen Ideologiak (1976).
- El linaje de Aitor. La invención de la tradición vasca (1984).
- Literatura vasca (1987).
- Arte en el País Vasco (1987). Amb Kosme M. de Barañano i Javier González de Durana.
- Vicente de Arana (1990).
- Vestigios de Babel. Para una arqueología de los nacionalismos españoles (1992).
- Auto de Terminación: raza, nación y violencia en el País Vasco (1994). Articles: en col·laboració amb Juan Aranzadi i Patxo Unzueta.
- La Europa (cultural) de los pueblos: voz y forma (1994). En col·laboració amb altres autors.
- El chimbo expiatorio (la invención de la tradición bilbaína, 1876-1939) (1994).
- El bucle melancólico. Historias de nacionalistas vascos (1997).
- Sacra nemesis. Nuevas historias de nacionalistas vascos (1999).
- Sermo humilis: poesía y poética (1999).
- El bosque originario (2000).
- La tribu atribulada. El Nacionalismo Vasco explicado a mi padre (2002).
- El reino del ocaso (2004).

## Altres obres
- La leyenda de Jaun Zuria (1980).
- La tradición romántica: leyendas vascas del s. XIX (1986).
- Flor de baladas vascas (1989).
- Cuando canta la serpiente (1989). Guió en col·laboració amb Mario Onaindía.
- Cambio de destino (2006). Memòries.
- La caza salvaje (2007). Novel·la.

## Premis
- 1988: Premi Ícaro de Literatura.
- 1997: Premi Espasa d'Assaig per El bucle melancólico.
- 1998: XV Premi de Periodisme Francisco Cerecedo.
- 1998: Premi Nacional de Literatura per El bucle melancólico.
- 1998: Premi Nacional d'Assaig
- 2000: Fastenrath.
- 2007: Premi Azorín de Novel·la per La caza salvaje.
- 2007: Premi Mariano de Cavia per l'arcicle Teología.
- 2014: Premi Euskadi d'Assaig